# Scheepsgraf

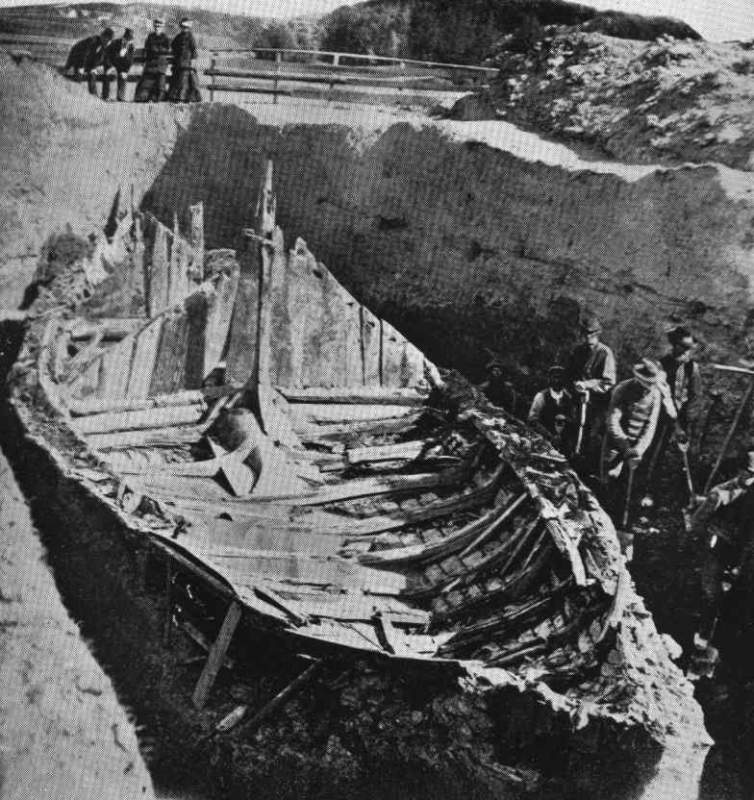
Vondst in 1880 van het scheepsgraf met het Gokstadschip

Een scheepsgraf is een type begrafenis waarbij een schip of boot wordt gebruikt als container voor de doden en de grafgiften, of als onderdeel van de grafgiften zelf. Als het schip erg klein is, wordt het een bootgraf genoemd. Deze stijl van begraven werd beoefend door verschillende zeevarende culturen in Azië en Europa. Opmerkelijke begrafenispraktijken op schepen omvatten die van de Germaanse volkeren, met name door Noormannen uit het Vikingtijdperk, evenals de pre koloniale scheepsgraven die worden beschreven in de Boxer Codex (ca. 15e eeuw) in de Filipijnen.

## Europa

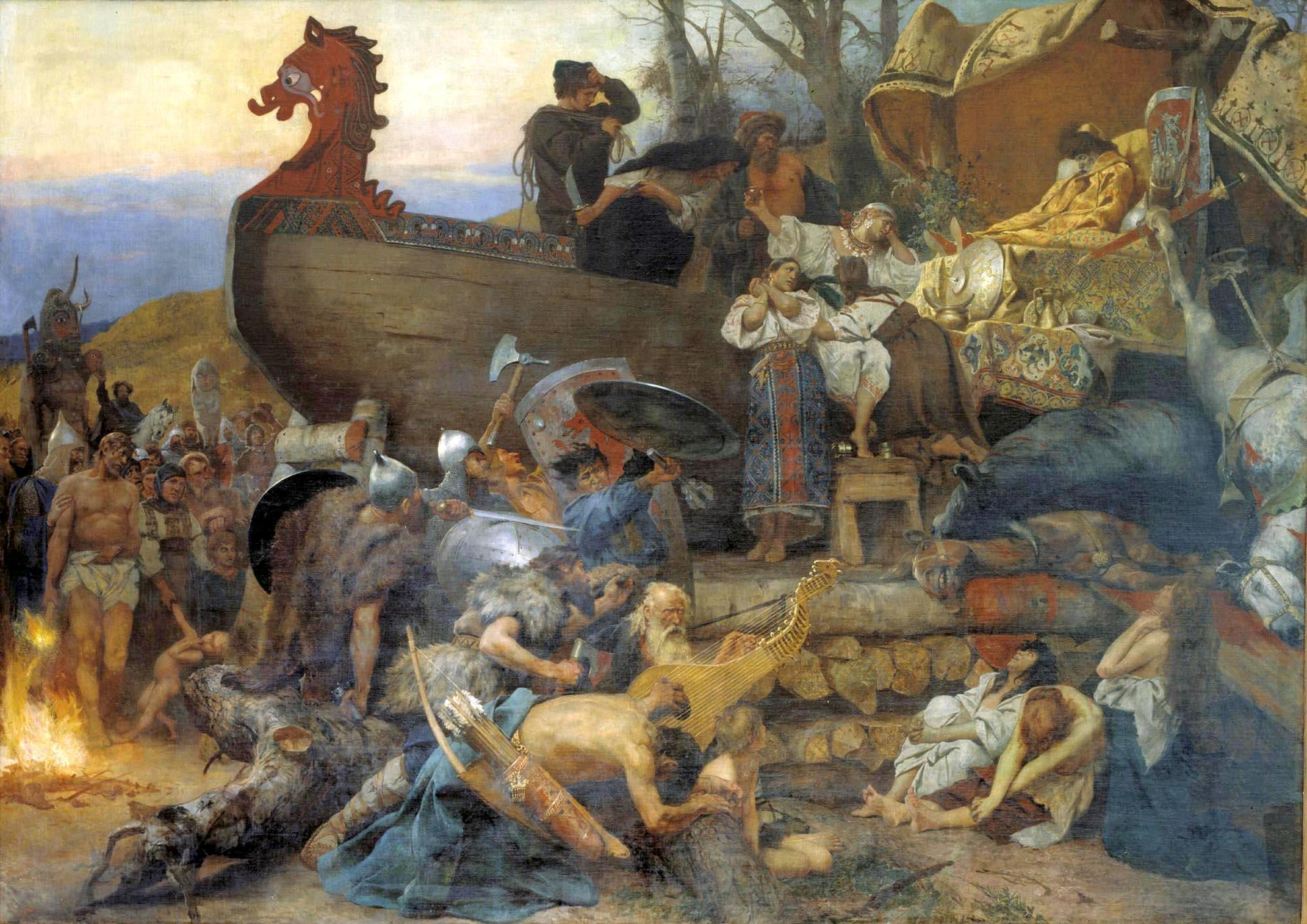
Begrafenis van Igor van Kiev, Henryk Siemiradzki, 1884

Waarschijnlijk ging het om begravingen van mensen met vooraanstaande posities. Deze scheepsgraven waren voorzien van een grafheuvel en bleken veel grafgiften te bevatten. De vondsten zijn belangrijk geweest in de hedendaagse kennis over de vroege middeleeuwen, en in kunsthistorisch en archeologisch opzicht. Een uniek ooggetuigenverslag van een 10e-eeuwse scheepsbegrafenis onder de Varjagen wordt gegeven door de Arabische reiziger Ibn Fadlan.
In Solleveld, ten zuiden van Den Haag, is enige bekende bootgraf in Nederland aangetroffen. Het is gedateerd eind 6e eeuw.
In Noorwegen werd het Tuneschip aangetroffen. Andere bekende voorbeelden zijn het Gokstadschip en het Osebergschip, twee 9e-eeuwse Vikingschepen gevonden in Noorwegen. In 2018 werden in de omgeving van Gjellestad typische Vikingvoorwerpen aangetroffen, waarna een scheepsgraf werd ontdekt met behulp van een grondradar. Het scheepsgraf is een van de grootste in zijn soort en stamt uit ca. 850 n.Chr. Het grafveld rondom het scheepsgraf is veel ouder (begin van de jaartelling).
In Denemarken is het Ladby schip, aangetroffen bij Kerteminde, bekend.
Fallward, ten noorden van Bremerhaven, Duitsland komt uit de 5e eeuw.

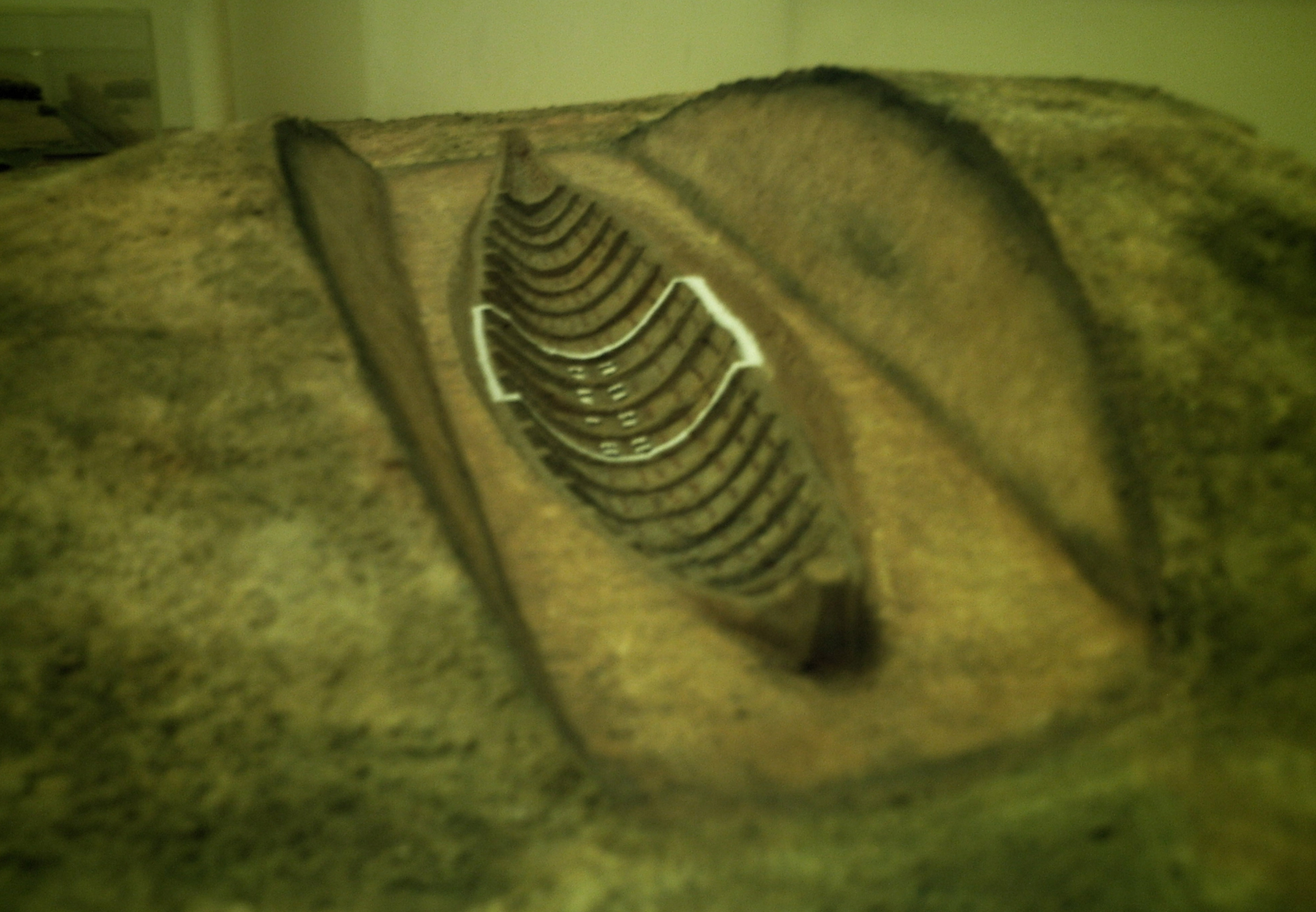
Model van Sutton Hoo

Op de Britse Eilanden zijn zowel Noorse graven als Angelsaksische scheepsgraven aangetroffen. Voorbeelden van Noorse graven zijn:
- Balladoole en Knock y Doonee - Vikingschip begrafenissen op het eiland Man
- Port an Eilean Mhòir - De enige Viking-begrafenis ooit ontdekt op het vasteland van Groot-Brittannië, de heuvel werd gevonden in 2006 en opgegraven in 2011.
- De Scar-boot - een Viking-begrafenis gevonden op Sanday, een van de Orkney-eilanden.

Voorbeelden van Angelsaksische graven:
- Snape scheepsgraf in Suffolk
- Een bekend voorbeeld is het 7e-eeuwse scheepsgraf in Sutton Hoo, Engeland. Men vermoedt dat dit het scheepsgraf van de Angelsaksische koning Raedwald is.

De Salme-schepen zijn ontdekt op het eiland Saaremaa, Estland
In Rusland zijn bij Timerjovo, Rurikovo gorodishche en Sarskoje gorodisjtsje scheepsgraven ontdekt.
Chorna mohyla is een kurgan met scheepsgraf in Oekraïne.

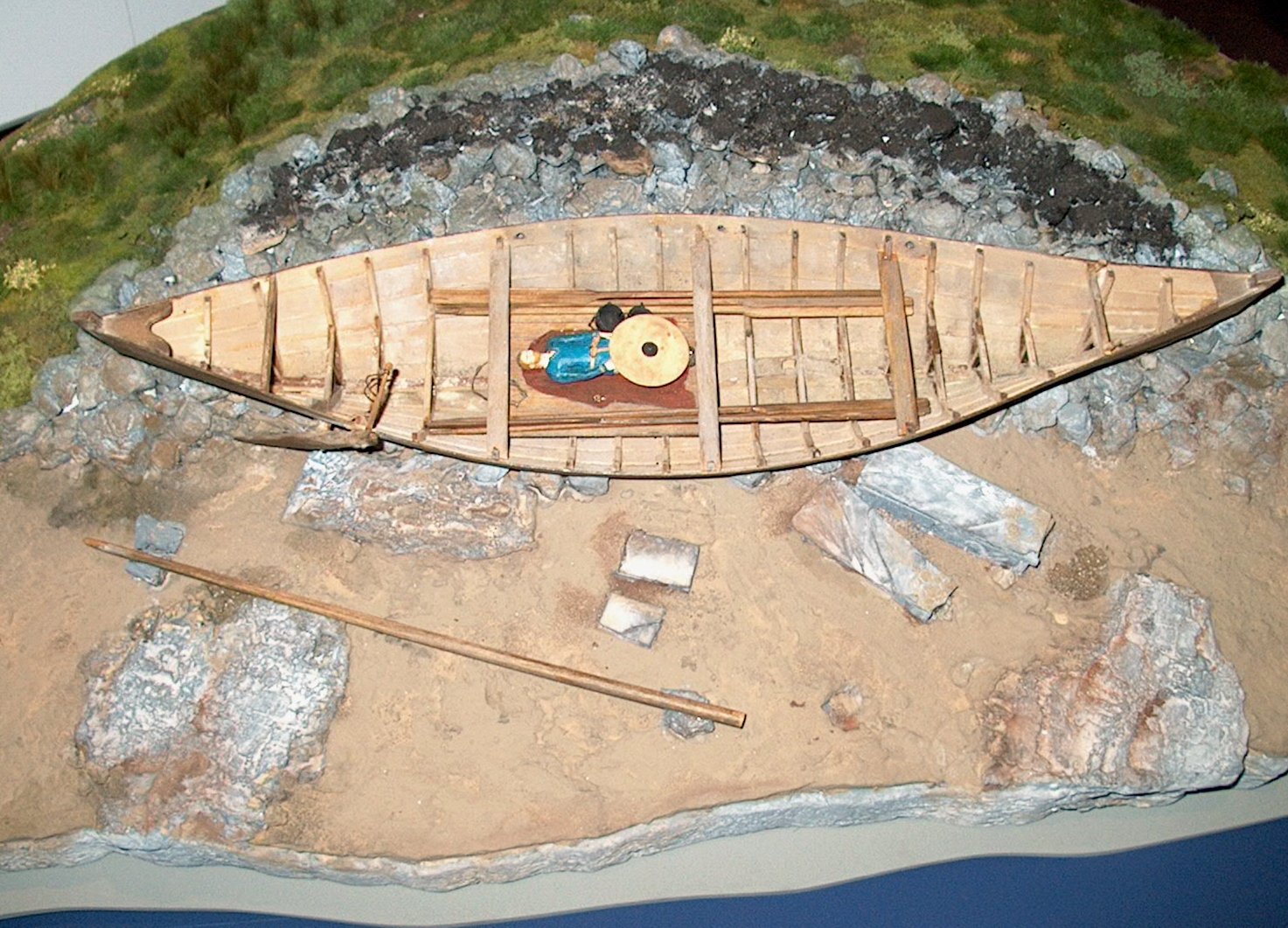
Reconstructie van Balladoole
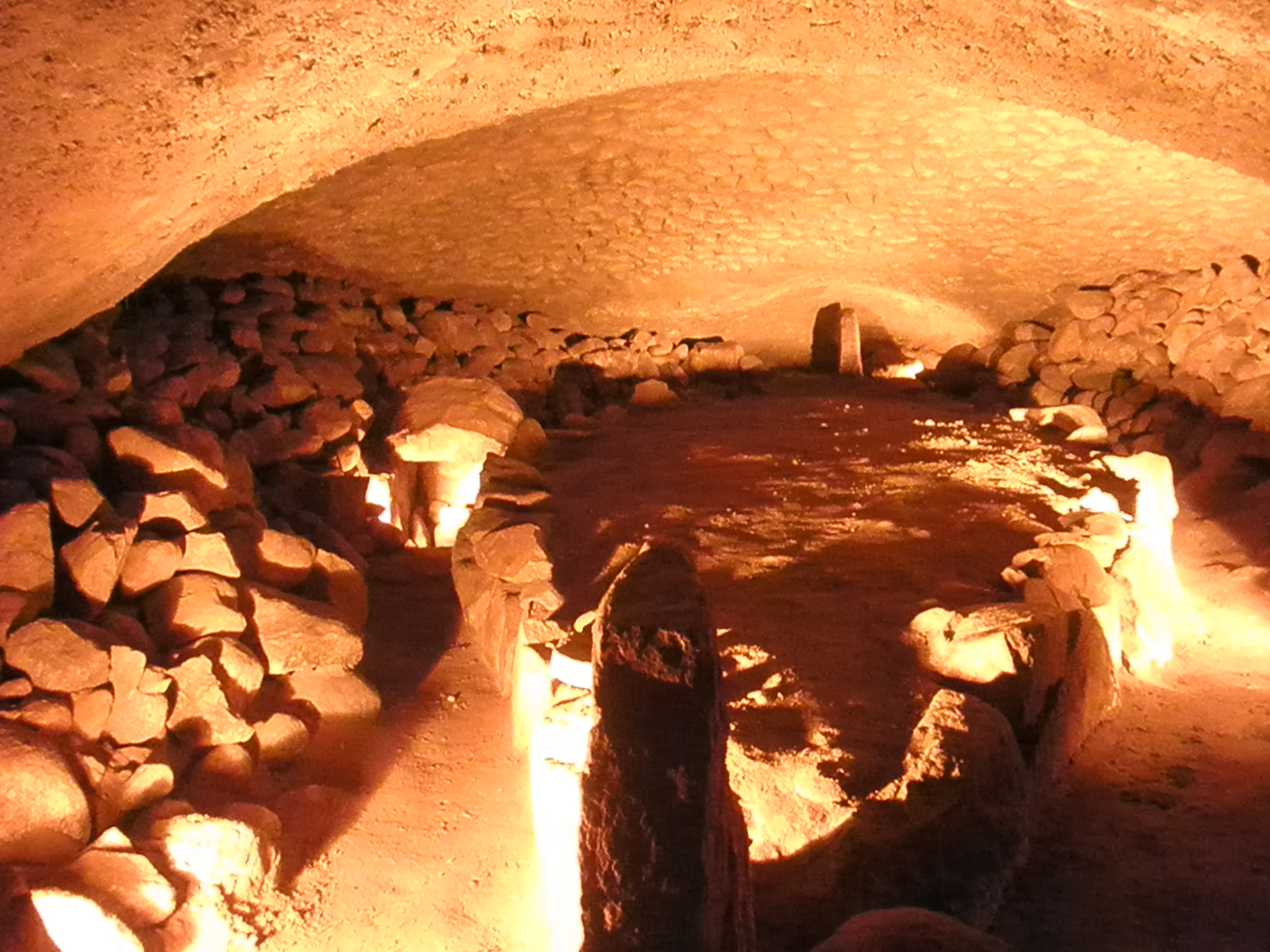
Lugnarohögen in een grafheuvel
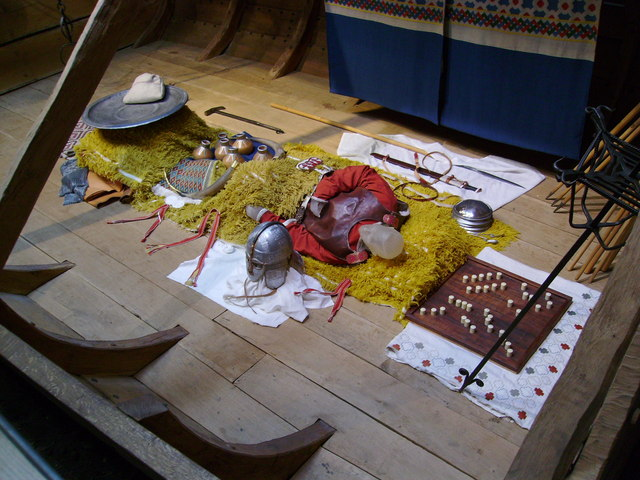
Reconstructie van de grafkamer van het scheepsgraf van Sutton Hoo, Sutton Hoo Exhibition Hall
- Dr Oliver Harris haalt de bijl uit de site Port an Eilean Mhòir
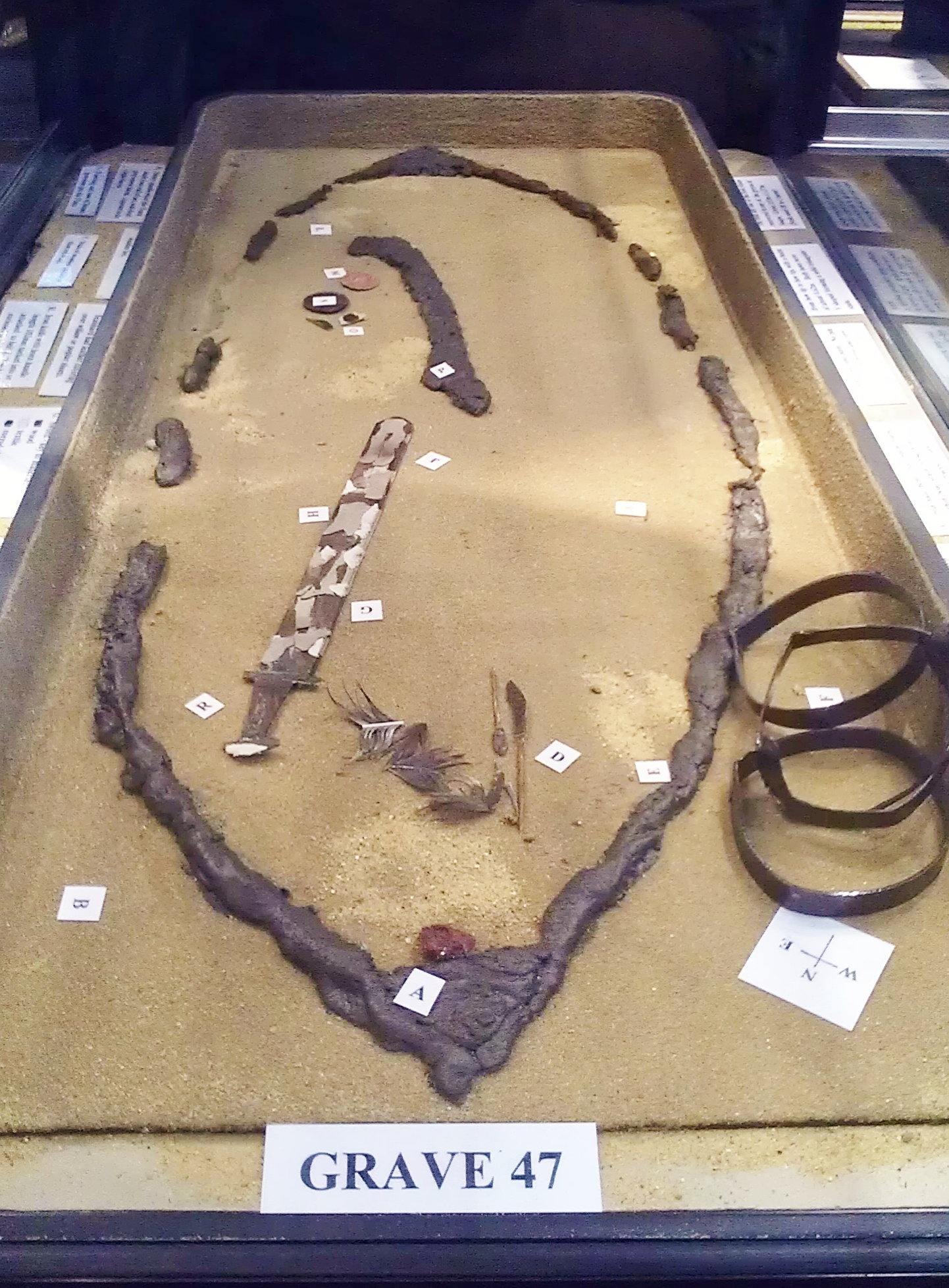
Scheepsgraf van Snape
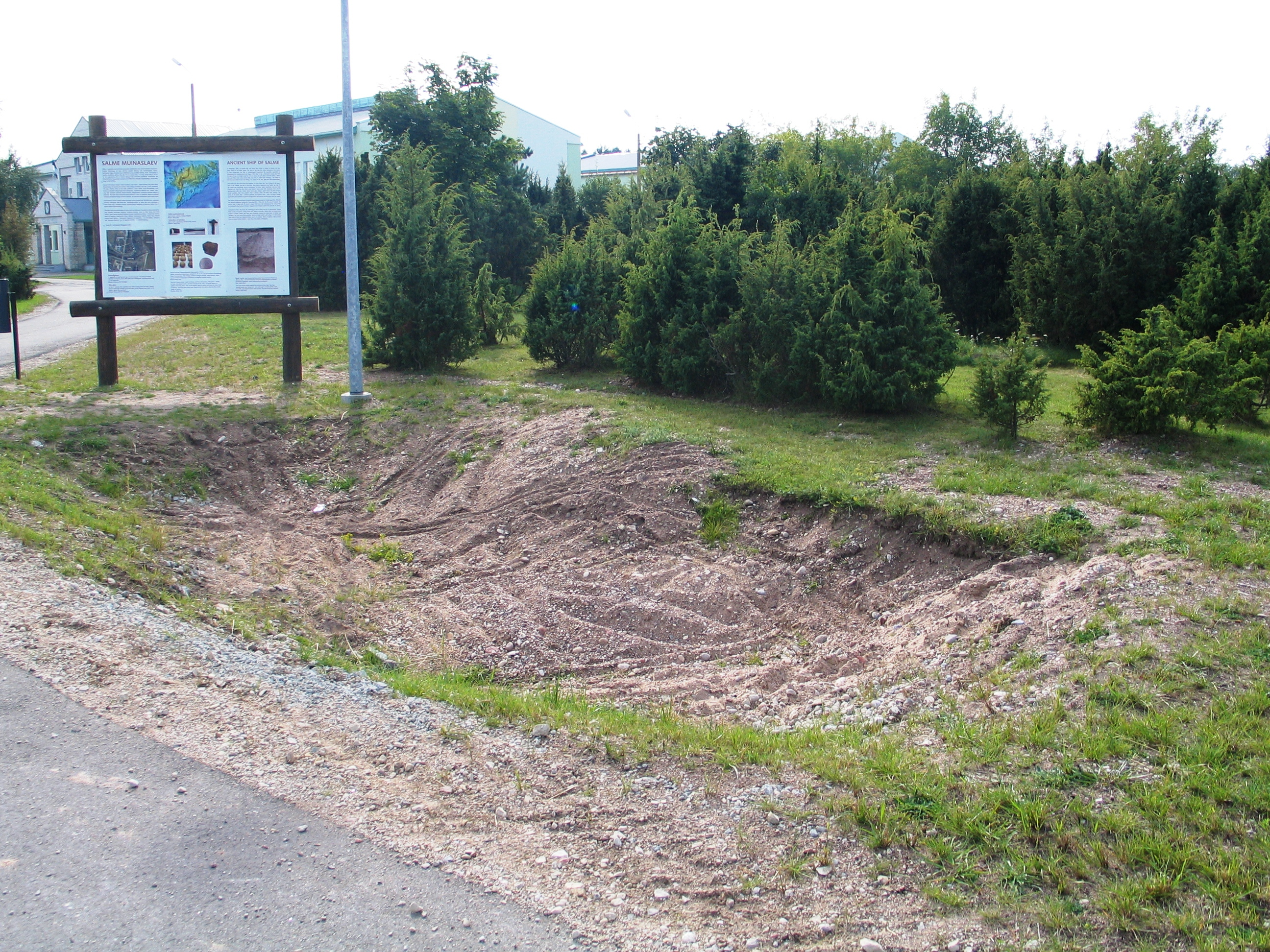
Het vindplaats van het dubbele scheepsgraf op Saaremaa
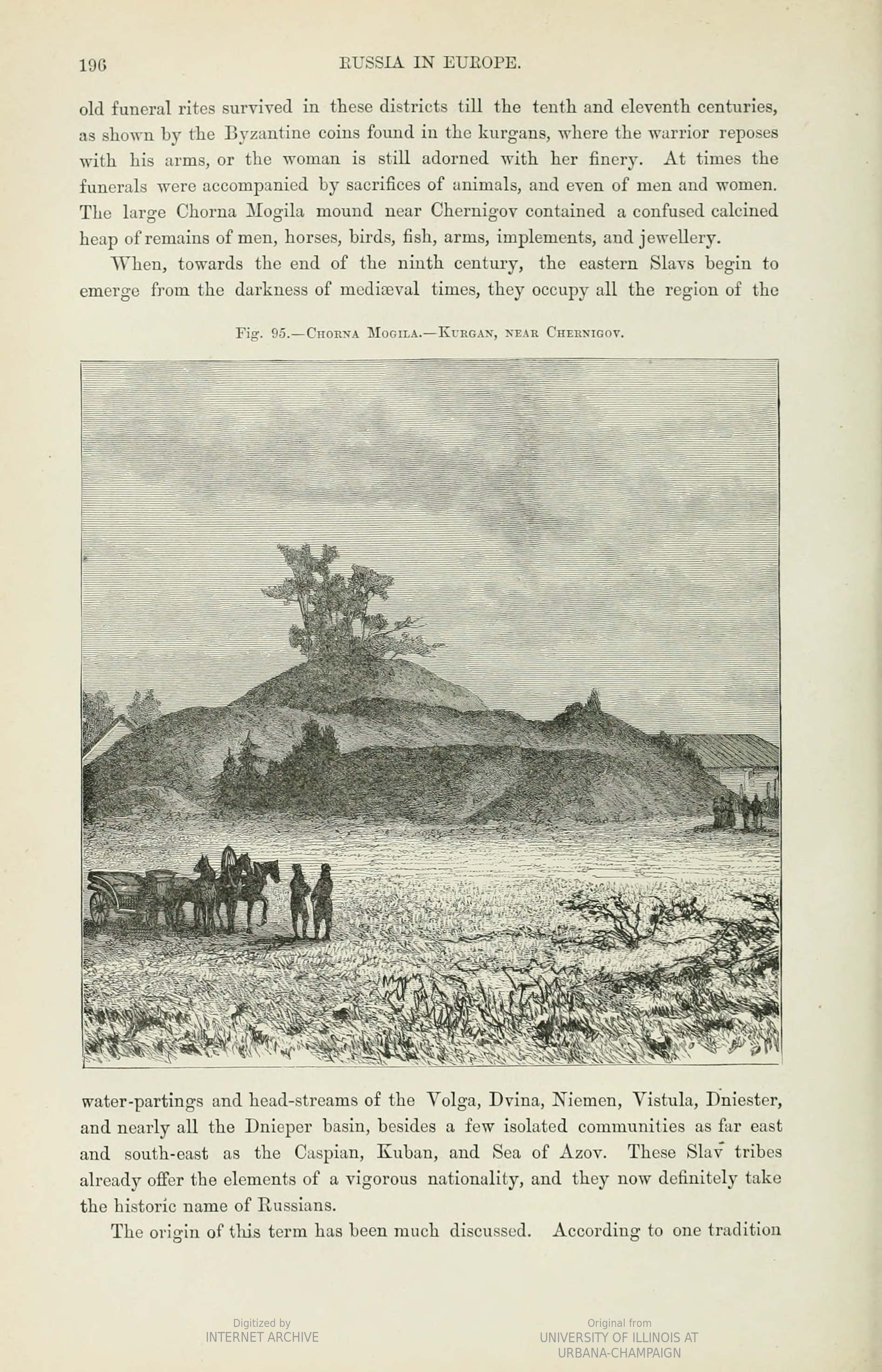
Chorna mohyla

## China
De uitgestorven Bo-bevolking in de Chinese provincies Sichuan en Yunnan staat bekend om hun hangende doodskisten.
De voorouders van het Bo-volk waren behulpzaam bij het helpen van de Westelijke Zhou-dynastie om de heersende Yin omver te werpen aan het einde van de Shang-dynastie. Afgezien daarvan verschilden de Bo-mensen van andere etnische minderheden in China door hun begrafenistradities. In plaats van de meer gebruikelijke begrafenis op de grond, werden de doodskisten van de Bo-mensen aan kliffen gevonden. Deze doodskisten waren ook bootvormig. Grafgoederen gevonden in de doodskisten waren onder meer blauwe en witte porseleinen kommen uit de Ming-dynastie, een ijzeren mes, nog een kleiner mes en twee ijzeren speerpunten. De Bo-bevolking werd afgeslacht door het keizerlijke leger in de latere jaren van de Ming-dynastie, en degenen die het overleefden veranderden hun naam om aan onderdrukking te ontsnappen. Scènes uit het typische dagelijkse leven van de Bo-bevolking zijn ook te zien door de klif en muurschilderingen die ze hebben achtergelaten.
In het gebied van Sichuan zijn verschillende bootvormige doodskisten gevonden die dateren uit de Oostelijke Zhou-dynastie (770-255 v.Chr.). De graven bevatten ook een groot aantal rituele voorwerpen.

## Japan

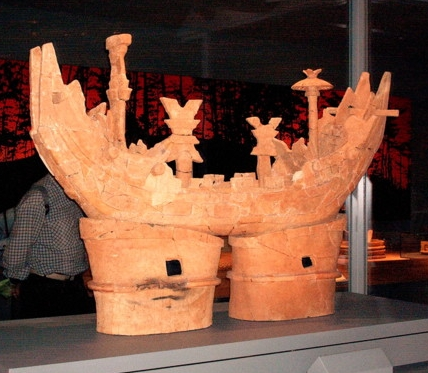
Een grafgift aangetroffen in de Takaraduka grafheuvel (kofun) in Matsusaka-shi, Mie, Japan

Een bootvormige kist werd gevonden in Japan tijdens de bouw van de Kita-ku (een wijk van Japan) van Nagoya. Deze kist bleek ouder te zijn dan alle andere die eerder in Japan waren gevonden. Een andere bootvormige kist werd gevonden in het graf van het Ohoburo Minami Kofun-kanon in Noord-Kyoto, daterend uit de tweede helft van de Yayoiperiode (4 v.Chr. - 4 n.Chr.). Het graf bevatte grafgiften, waaronder een kobaltblauwe glazen armband, een ijzeren armband en verschillende ijzeren zwaarden. Bootvormige doodskisten, haniwa genaamd, kwamen vaker voor tijdens de Kofun-periode, en deze doodskisten waren te zien op schilderijen samen met de afbeelding van de zon, de maan en de sterren. Dit suggereert de rituele symbolen die zelfs in Japan met boten worden geassocieerd.

## Filipijnen
Er zijn talloze begraafplaatsen in de Filipijnen, waaronder bootgraven en bootvormige graven. In feite lijken de huidige doodskisten in de Filipijnen nog steeds op kano's gemaakt van uitgeholde boomstammen. Er zijn twee beroemde begraafplaatsen, de kruiken in Batanes en in Catanauan. De begrafenismarkeringen in Batanes hebben de vorm van een boot, waarbij de boeg en de achtersteven prominent aanwezig zijn. De markeringen waren gemaakt van steen en leken op de omtrek van de traditionele boot-tataya. Inspectie van de Chuhangin- en Nakamaya-sites in Batanes onthult dat de markeringen in een noordwest-zuidoostelijke richting waren gericht. De belangrijkste site-onderzoekers ontdekten ook dat de boeg van de markeringen naar de zee wees. Maar blijkbaar, wanneer de stormen ophouden met beuken op de eilanden van Batanes, komt de boeg van de boten overeen met het uiterlijk van de band van het Melkwegstelsel. Dit vergroot nog meer de mogelijkheid dat de begrafenissen werden gemaakt om uit te lijnen met de kosmos in de overtuiging dat de boten de doden naar de hemel en de sterren zullen brengen.
Zo'n 1500 kilometer van Batanes, op het Tuhian-strand in Catanauan, Quezon, ligt nog een bootvormige begraafplaats. De boten in Catanauan zijn ook georiënteerd in noordwest-zuidoostelijke richting, met de boeg naar de zee gericht. Het enige verschil is dat de markers in Batanes werden gemaakt van andesiet en kalksteen, terwijl de bootgraven in Catanauan werden gemaakt van koraalplaten. Hoewel de markeringen in Batanes één enkele begrafenis bevatten, bevatten de Catanau-sites meerdere graven.
De uitlijning van beide begraafplaatsen diende als bewijs dat mensen van beide locaties geloofden in het idee van het hiernamaals. Ook werd gedacht dat de boten een vaartuig waren om naar de hemel en de sterren te "zeilen". Deze overtuiging is een wijdverbreid idee over de hele wereld.
Een andere begraafplaats in Bohol werd in de 16e eeuw door de Spanjaarden waargenomen. Een verslag van de begrafenisstaten: “Op sommige plaatsen doden ze slaven en begraven ze bij hun meesters om hen in het hiernamaals te dienen. Deze praktijk wordt in die mate toegepast dat velen een schip met meer dan zestig slaven laden, het vullen met eten en drinken, ze plaatsen de doden aan boord, en het hele schip inclusief levende slaven wordt begraven in de aarde (Quirino en Garcia, 1958)".

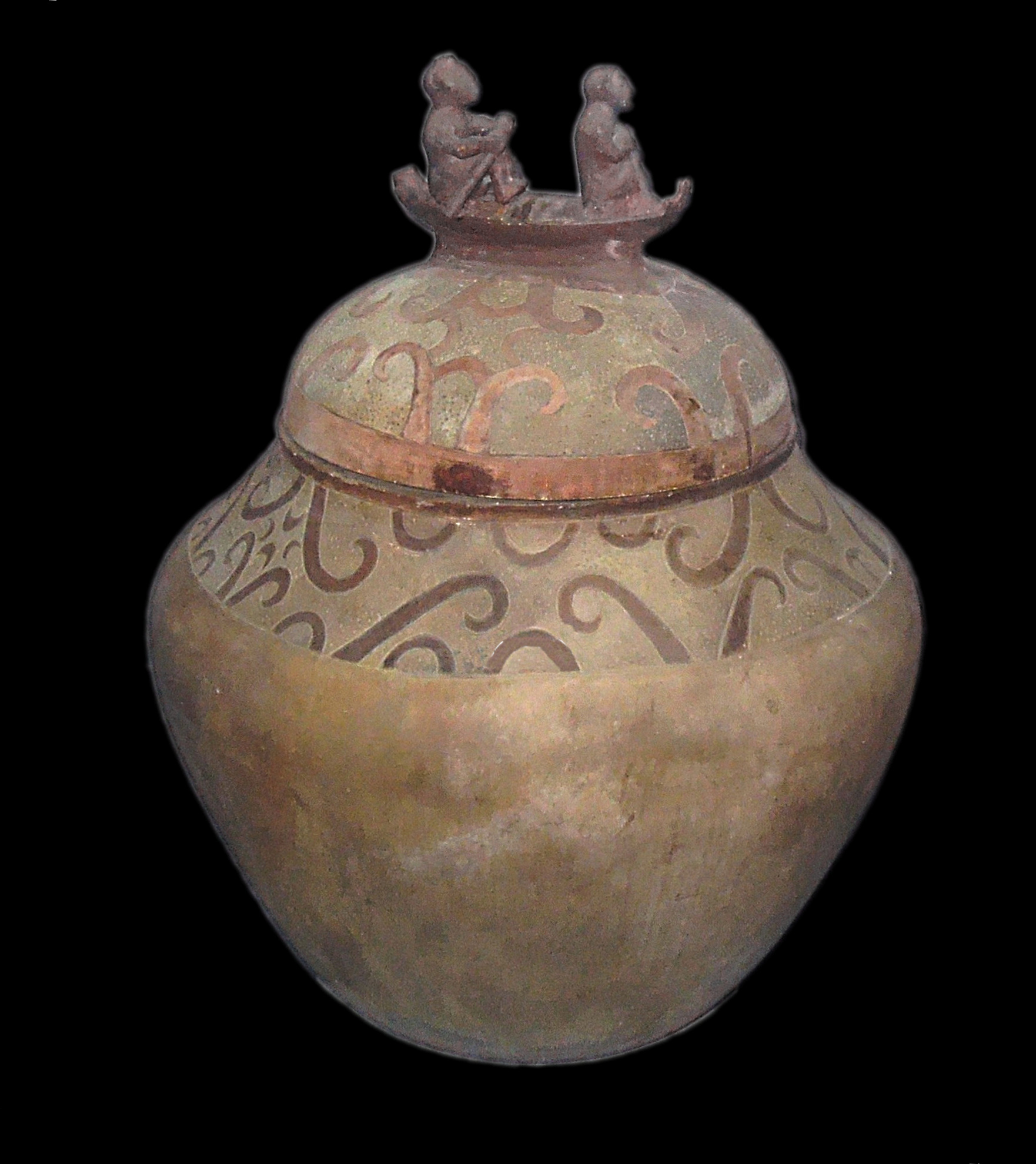
De Manunggul-kruik

Misschien wel de beroemdste bootvormige begrafenis die in de Filipijnen is gevonden, is de Manunggul-kruik. De potten werden opgegraven op een neolithische begraafplaats in de Manunggul-grot van de Tabon-grotten op Lipuun Point in Palawan. De potten worden gedateerd op 890–710 v.Chr. Het belangrijkste kenmerk van de Manunggul-pot zijn de twee menselijke figuren die op een boot zitten aan de bovenkant van het deksel. De figuren vertegenwoordigen de reis van de ziel naar het hiernamaals, met een andere figuur die als zijn roeier dient.
De begrafenispot met deksel met daarop een schip van de doden […] is misschien ongeëvenaard in Zuidoost-Azië; het werk van een kunstenaar en meesterpottenbakker. Dit schip is een duidelijk voorbeeld van een culturele band tussen het archeologische verleden en het etnografisch heden. De schipper […] stuurt in plaats van peddelt het “schip”. De mast van de boot is niet geborgen. Beide figuren lijken banden te dragen die over de kruinen van hun hoofd en onder hun kaken zijn vastgemaakt; een patroon dat nog steeds wordt aangetroffen in begrafenispraktijken onder de inheemse volkeren in de zuidelijke Filipijnen. De manier waarop de handen van de voorste figuur over de borst worden gevouwen, is ook een wijdverbreide praktijk op de eilanden bij het rangschikken van het lijk.
De gebeeldhouwde boeg en het oogmotief van de geestboot zijn nog steeds te vinden op de traditionele waterscooters van de Sulu-archipel, Borneo en Maleisië. Overeenkomsten in de uitvoering van de oren, ogen, neus en mond van de figuren zijn tegenwoordig te zien in het houtsnijwerk van Taiwan, de Filipijnen en elders in Zuidoost-Azië.

## Vietnam
De Dong Soncultuur in Vietnam is bij archeologen bekend vanwege een grote concentratie bootvormige doodskisten. 171 bootvormige doodskisten werden geborgen op 44 locaties in Vietnam, en de meeste hiervan werden gevonden op locaties in Dong Son. Sommige van deze graven omvatten zorgvuldig geordende grafgiften in de kist, samen met het lijk van de doden. Ook werden de doodskisten strategisch dicht bij water gevonden, hetzij rivieren of kleine stroompjes van de zee.